# Papua New Guinea Tri-Nation Series 2022/23
Die Papua New Guinea Tri-Nation Series 2022/23 war ein Cricket-Turnier das in Papua-Neuguinea im ODI-Cricket ausgetragen wurde und Bestandteil der ICC Cricket World Cup League 2 2019–2023 war. Ursprünglich war das Turnier im Mai 2021 geplant, musste jedoch auf Grund der COVID-19-Pandemie verschoben werden. Das Turnier wurde zwischen dem 11. und 21. September ausgetragen. Neben dem Gastgeber nahmen die Nationalmannschaften aus Namibia und die Vereinigten Staaten teil. Namibia konnte sich bei dem Turnier durchsetzen.

## Vorgeschichte
Für alle Mannschaften war es der erste Einsatz in dieser Saison.

## Format
In einer Gruppe spielte jede Mannschaft gegen jede andere zwei Mal. Für einen Sieg gab es zwei, für ein Unentschieden oder No Result einen Punkt.

## Stadion
Als Austragungsort wurde das folgende Stadion ausgewählt.
| Stadion    | Stadt        | Spiele        |
| ---------- | ------------ | ------------- |
| Amini Park | Port Moresby | 1. – 6. Spiel |

## Kaderlisten
Die Kader wurden kurz vor dem Turnier bekanntgegeben.
| ODI | ODI | ODI |
| Namibia | Papua-Neuguinea | Vereinigte Staaten |
| --- | --- | --- |
| - Gerhard Erasmus (K) - JJ Smit (VK) - Stephan Baard - Pikky Ya France - Jan Frylinck - Zane Green (wk) - Divan la Cock - Lo-handre Louwrens (wk) - Jan Nicol Loftie-Eaton - Tangeni Lungameni - Ruben Trumpelmann - Bernard Scholtz - Ben Shikongo - Michael van Lingen | - Assad Vala (K) - Charles Amini (wk) - Simon Atai (wk) - Dogodo Bau - Sese Bau - Riley Hekure - Hiri Hiri - Jason Kila - Kabua Morea - Alei Nao - Semo Kamea - Nosaina Pokana - Damien Ravu - Lega Siaka - Chad Soper - Tony Ura - Norman Vanua | - Monank Patel (K) - Aaron Jones (VK) - Rahul Jariwala - Nosthush Kenjige - Jaskaran Malhotra - Yasir Mohammad - Saiteja Mukkamalla - Saurabh Netravalkar - Nisarg Patel - Kyle Phillip - Gajanand Singh - Jasdeep Singh - Cameron Stevenson - Steven Taylor |

### Spiele
Tabelle
| Teams              | Sp. | S | N | U | NR | P | NRR |
| ------------------ | --- | - | - | - | -- | - | --- |
| Namibia            | 4   | 4 | 0 | 0 | 0  | 8 |     |
| Papua-Neuguinea    | 4   | 1 | 2 | 1 | 0  | 3 |     |
| Vereinigte Staaten | 4   | 0 | 3 | 1 | 0  | 1 |     |

Spiele
| 11. September Scorecard | Port Moresby | Vereinigte Staaten 205 (47) | – | Papua-Neuguinea 205 (49.5) |
|                         |              | Unentschieden               |   |                            |

Papua-Neuguinea gewann den Münzwurf und entschied sich als Schlagmannschaft zu beginnen. Als Spieler des Spiels wurde Sese Bau ausgezeichnet.
| 13. September Scorecard | Port Moresby | Papua-Neuguinea 211-9 (50)          | – | Vereinigte Staaten 185 (47.2) |
|                         |              | Papua-Neuguinea gewinnt mit 26 Runs |   |                               |

Die Vereinigten Staaten gewannen den Münzwurf und entschieden sich als Feldmannschaft zu beginnen. Als Spieler des Spiels wurde Assad Vala ausgezeichnet.
| 15. September Scorecard | Port Moresby | Namibia 176 (48.3)          | – | Vereinigte Staaten 97 (31.5) |
|                         |              | Namibia gewinnt mit 79 Runs |   |                              |

Namibia gewann den Münzwurf und entschied sich als Schlagmannschaft zu beginnen. Als Spieler des Spiels wurde Bernard Scholtz ausgezeichnet.
| 17. September Scorecard | Port Moresby | Namibia 254-5 (50)          | – | Vereinigte Staaten 186-7 (50) |
|                         |              | Namibia gewinnt mit 68 Runs |   |                               |

Die Vereinigten Staaten gewannen den Münzwurf und entschieden sich als Feldmannschaft zu beginnen. Als Spieler des Spiels wurde Gerhard Erasmus ausgezeichnet.
| 20. September Scorecard | Port Moresby | Namibia 284-4 (50)           | – | Papua-Neuguinea 117 (42.4) |
|                         |              | Namibia gewinnt mit 167 Runs |   |                            |

Namibia gewann den Münzwurf und entschied sich als Schlagmannschaft zu beginnen. Als Spieler des Spiels wurde Michael van Lingen ausgezeichnet.
| 21. September Scorecard | Port Moresby | Namibia 214-8 (50)          | – | Papua-Neuguinea 153 (43.1) |
|                         |              | Namibia gewinnt mit 61 Runs |   |                            |

Namibia gewann den Münzwurf und entschied sich als Schlagmannschaft zu beginnen. Als Spieler des Spiels wurde Gerhard Erasmus ausgezeichnet.